# 日本傷痍軍人会
日本傷痍軍人会（にほんしょういぐんじんかい）とは、日本における傷痍軍人の利益団体である。略称は日傷（にっしょう）。1952年11月に設立され、2013年11月まで活動した。東京都に本部を置き、全国47都道府県に支部を置いて活動していた。主に日中戦争や太平洋戦争で戦傷を負った旧日本軍の元軍人で構成されている。
解散時まで東京都千代田区九段南のしょうけい館を管理していた。日本傷痍軍人会の解散後もしょうけい館は管理主体を変えて現在も存続している。機関紙は月刊紙「日傷月刊」であった。前身は大日本傷痍軍人会。

## 概要
1936年（昭和11年）12月2日、大日本傷痍軍人会が発足したが内務省、陸軍省、海軍省が主導する組織であり、第二次世界大戦後の1946年（昭和21年）には解散を余儀なくされた。その後、しばらくは傷痍軍人に係る組織は設立できない状態が続いた。
1956年（昭和31年）になり、ようやく日本傷痍軍人会が発足して、傷痍軍人の処遇改善を掲げて活動を開始。会員の相互援助や生活相談を行ったり、前述の傷痍軍人の資料館のしょうけい館を運営していた。政治的には自由民主党を支持していた。
1955年には35万人だった会員は2012年には高齢化が進んで5100人まで減少した。会員の平均年齢も2012年には92歳となり、組織活動が不可能になって2013年11月に解散した。2013年10月に日本傷痍軍人会が行った最後の式典は渋谷区の明治神宮で行われ、平成時代の天皇と皇后の夫妻と首相の安倍晋三も参列した
一部の地方組織は独自の活動を続けたが、最後まで活動を続けた長崎県の長崎県傷痍軍人会も2019年3月に高齢化と会員数減少を受けて解散している。
出典。

## 沿革
- 1952年11月 - 任意団体として設立。
- 1955年2月 - 財団法人格を取得。
- 2013年11月 - 日本傷痍軍人会の解散。地方組織の一部は活動を続行。
- 2019年3月 - 地方組織として最後まで存続して活動を続けた長崎県傷痍軍人会が解散した。

## 書籍
- 日本傷痍軍人会十五年史 戦傷病者会館 1967年1月[8]